# حکم کتاب مقدس

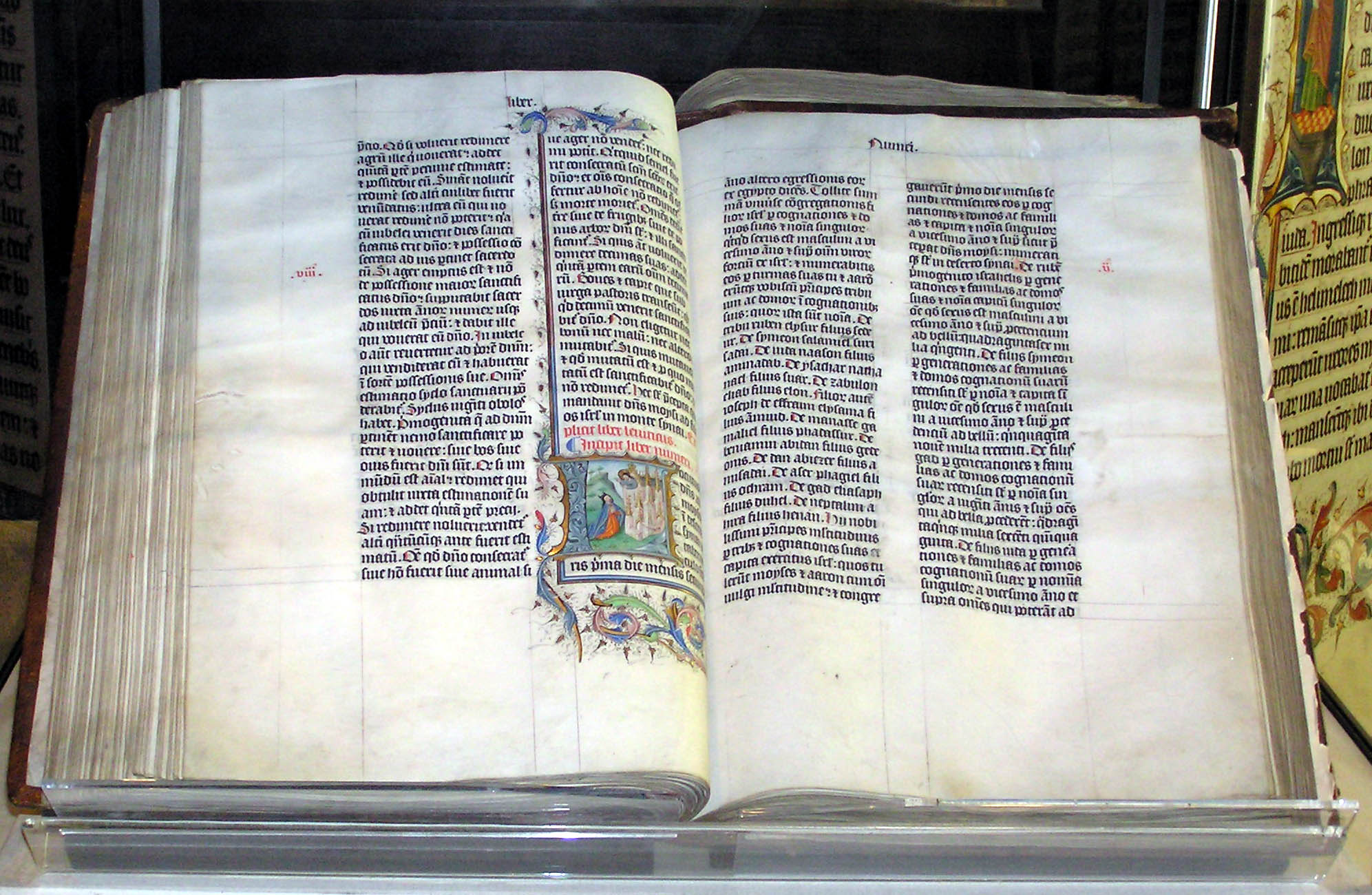
کتاب مقدس به زبان لاتین در صومعه مالمزبری، ویلتشر، انگلستان. حدود ۱۴۰۷.

حکم کتاب مقدس یا اصول معتبر در کتاب مقدس یا حکم شرع در کتاب مقدس (به انگلیسی: Biblical canon یا canon of scripture) مجموعه‌ای از متون پراکنده یا کتاب است که یک جامعه مذهبی یهودی یا مسیحی موارد درج شده در آن را به عنوان جزئی از کتاب مقدس شرعی می‌دانند. در مقابل اَسفار مشکوک به کتاب‌هایی باستانی با محتوای یهودی و مسیحی گفته می‌شود که برخی از گروه‌های یهودیت، کاتولیک، ارتدکس و پروتستان، آن‌ها را نیمه‌شرعی نامیده‌اند. کلمه انگلیسی canon از یونانی κανών به معنی قاعده یا معیار و چوب‌اندازه‌گیری وام گرفته شده است. مسیحیان اولین کسانی بودند که از این اصطلاح در اشاره به کتاب مقدس استفاده کردند، اما یوجین اولریش استاد تمام دانشگاه نوتردام و تنخ‌شناس این مفهوم را یهودی می‌داند.
برخی الهی‌دانان و مفسران معتقدند که اکثر قوانین ذکر شده در کتاب مقدس بسته شده (غیرقابل تغییر) باید در نظر گرفته شوند. این نظر منعکس کننده این اعتقاد است که مکاشفه عمومی به پایان رسیده است و بنابراین برخی افراد می‌توانند متون الهام گرفته شده از کتاب مقدس را در یک کتاب دیگر فقط برای شرح و تاویل روایت کنند. بروس ام متزگر مورخ و مصحح و مترجم نسخه‌های کتاب مقدس، این قبیل کتاب‌ها را شرح مناسب کتاب مقدس می‌داند. در مقابل برخی معتقدند مکاشفه‌های مستمر هنوز وجود دارد و قابل ارائه است.

## یکسان‌سازی با حاکمیت دینی
طی دهه‌های اخیر این قواعد از طریق بحث و توافق از سوی حاکمیت دینی یهودی و مسیحی، متکلمان و الهی‌دانان توسعه یافته است. برخی از کتاب‌ها، مانند انجیل‌های یهودی - مسیحی، به‌طور کلی حذف شده‌اند، اما برخی احکام و متون مرتبط با موارد آخرالزمانی کتاب مقدس هنوز محل مناقشه هستند طرفه آنکه برخی فرقه‌ها ممکن است این موارد محل مناقشه و بحث‌برانگیز را بسیار ابتدایی و در نهایت کاملاً متعارف بدانند. تفاوت‌هایی بین انجیل عبری و قوانین مقدس مسیحی وجود دارد، اگرچه اکثر نسخه‌های خطی مشترک هستند. جنبش قدیسان آخرالزمان در یکصد سال اخیر تقریباً بیشترین مناقشه را در این باب با دیگر فرقه‌های مسیحیت داشته است.

## تقسیم‌بندی‌ها
یک نکته مهم مقوله جمع‌آوری کتاب مقدس و تقسیم‌بندی آن است. تَنَخ یا تناخ (به عبری: תנ"ך) که مجموعه کتاب‌های مقدس یهودیان است شامل ۲۴ کتاب است که به سه قسمت تقسیم شده است: پنج کتاب تورات، هشت کتب انبیاء، و یازده کتاب مکتوبات (تنخ) که سومین و آخرین قسمت تنخ است. از این منظر سپتوآگینتا یا هَفتادگانی و متون عبری توراتی قرابت بیشتری با تنخ دارند.
کتاب مقدس مسیحیان، به دو بخش عهد عتیق و عهد جدید تقسیم می‌شود که شامل ۶۶ کتاب معتبر است. عهد عتیق از ۳۹ کتاب و عهد جدید از ۲۷ کتاب تشکیل شده است. نسخه‌های کنونی تنخ از ۳۹ کتاب تشکیل شده‌اند؛ ترتیب این کتاب‌ها در نسخه‌های یهودی و مسیحی با هم تفاوت دارد؛ مسیحیان علاوه بر این، ۷ کتاب دیگر را هم در زمرهٔ کتاب‌های عهد عتیق وارد کرده بودند اما یهودیان آن کتب را اسفار مشکوک می‌نامیدند و نامعتبر می‌دانستند. مارتین لوتر رهبر نهضت پروتستان در الهامی بودن این کتاب‌ها تردید کرد و آن‌ها را از عهد عتیق خارج کرد، اما فرقه‌های کاتولیک و ارتدوکس همچنان این کتب را معتبر می‌دانند و همراه با عهد عتیق به چاپ می‌رسانند. کلیسای ارتدکس توحیدی اتیوپی دارای ۸۱ کتاب است و در این میان نسخه شاه جیمز شامل ۳۹ کتاب عهد عتیق، بخش بین بنیادی حاوی ۱۴ کتاب از کتب کاذبه، و ۲۷ کتاب عهد جدید است.
کلیسای کاتولیک و کلیساهای مسیحی شرقی معتقدند که برخی از کتب، بخشی از قانون عهد عتیق هستند. کلیساهای ارتدکس شرقی، ارتدوکس مشرقی و مسیحیان آشوری ممکن است تفاوت‌های جزئی در فهرست کتاب‌های مورد قبول خود داشته باشند.